# Wanne-Eickel
Wanne-Eickel era una città tedesca nella regione della Ruhr, esistita dal 1926 al 1975.
Fu formata unendo i tre comuni di Eickel, Wanne e Röhlinghausen, coinvolti dal forte processo di industrializzazione che interessava tutta la regione. 

## Storia

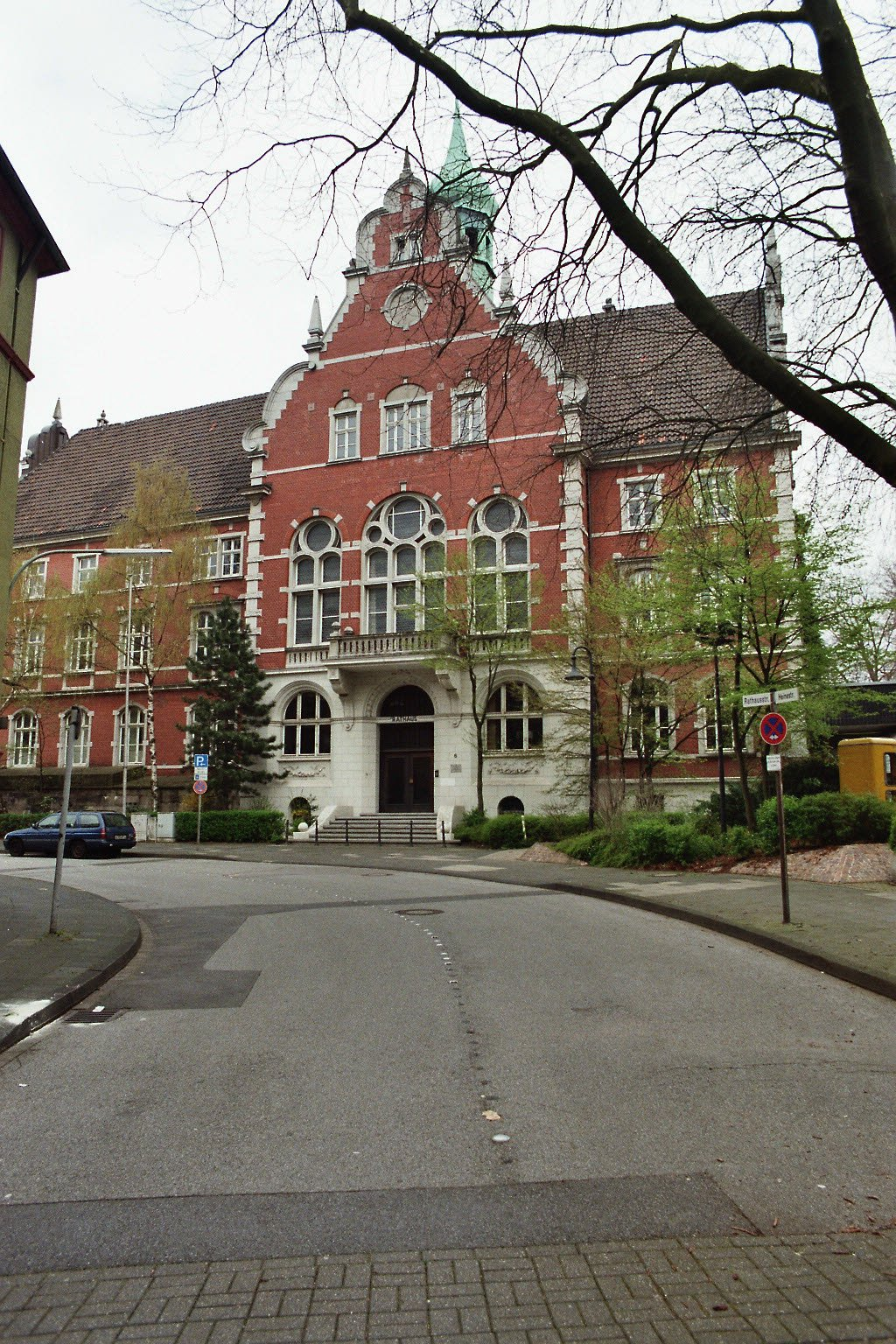
L'ex municipio

La parte più antica di Wanne-Eickel è quella meridionale, Eickel (Eclo), dove la prima chiesa venne costruita all'inizio del XIV secolo. Un altro quartiere medioevale dell'originario nucleo urbano era Crange, che nel 1484 ottenne il privilegio di città, con il permesso di tenere un mercato dei cavalli. Il più grande insediamento settentrionale della primitiva città si chiamava Bickern. Il 1º agosto 1875 Eickel, Crange e Bickern, insieme ai comuni di Holsterhausen e Röhlinghausen, vennero fusi nella sede amministrativa (Amt) di Wanne, che faceva parte del distretto di Bochum. Nel 1847 fu costruita la prima linea ferroviaria Colonia-Minden, che passava appunto per Wanne-Eickel, la cui stazione divenne presto il più importante nodo ferroviario della Ruhr centrale.
Dopo una serie di variazioni amministrative (come l'annessione dell'Amt di Wanne nel nuovo distretto di Gelsenkirchen nel 1885), nel 1891 ebbe luogo una divisione tra Wanne, con incorporati i comuni di Bickern, Crange e Röhlinghausen, ed Eickel, con annesso il comune di Holsterhausen. Il 1º aprile 1926 le due amministrazioni convennero nella fusione in un'unica città indipendente: Wanne-Eickel.
Durante la seconda guerra mondiale la località aveva una notevole importanza strategica, essendo il più grande nodo ferroviario della zona industriale della Ruhr, indispensabile per permettere gli spostamenti delle truppe tedesche combattenti sul fronte occidentale. Nella parte meridionale della città erano ubicati grandi stabilimenti per la produzione di benzina sintetica. Proprio per tale ragione la città venne sottoposta a ripetute incursioni da parte degli aerei anglo-americani e gravemente danneggiata.
Al termine della guerra la popolazione crebbe ad un ritmo così rapido, oltrepassando i 100.000 abitanti, che nel 1955 Wanne-Eickel ottenne lo status di "grande città" (Großstadt).
In seguito alla riforma amministrativa della regione della Ruhr, approvata il 9 luglio 1974 (Ruhrgebiet-Gesetz), e per evitare l'assorbimento nella città di Bochum, il 1º gennaio 1975 il consiglio comunale di Wanne-Eickel approvò la sua fusione con la città di Herne, andandone a formare i due distretti urbani (Stadtbezirke) di Eickel e Wanne. Wanne-Eickel ha tuttavia conservato fino ad oggi una forte identità.